# 원구방루
원구방루(일본어: 元寇防塁, げんこうぼうるい)는 일본 가마쿠라 시대(鎌倉時代)에 규슈(九州) 북부 지역의 하카타 만(博多湾) 연안 일대에 축조했던 석축 방루(防塁, 군사적 방어시설)이다. 몽골(원)의 침략을 대비해 쌓은 것으로 1281년에 있었던 여원연합군의 제2차 일본 원정, 즉 고안의 역(弘安の役)에서는 몽골(원) ・ 고려 연합군의 상륙을 저지하는데 효과가 있었다. 1931년(쇼와 6년)에 일본의 국가사적으로 지정되었다.
「원구방루」(元寇防塁)라는 이름은 고고학자 나카야마 헤이지로(中山平次郎)에 의해 명명된 것으로 이시쓰이지(일본어: 石築地, いしついじ)가 본래의 이름이다.

## 계획과 실행
분에이 11년(1274년) 여몽연합군의 1차 일본 원정을 겪고 난 일본의 가마쿠라 막부(鎌倉幕府)는 본격적인 이국경호(異国警護)에 착수하여, 겐지(建治) 원년(1275년) 3월 이국정벌(異国征伐)이라는 이름으로 고려로의 병력 동원을 계획하고 이와 동시에 이시쓰이지 즉 원구방루라 불리게 되는 석축 방어시설의 축조에 착수하였다. 모두 원에 의한 재침공에 대비한 것이었다. 가마쿠라 막부의 이국정벌 계획은 규슈 · 산인도 · 산요도 · 난카이도 등의 본소일원지에서 선장과 선원을 차출하여 겐지 2년(1276년) 3월에 하카타에 집결해 고려로 반격에 나선다는 것이었지만, 막부의 명령에 참여한 고케닌의 수는 현저히 적었기에 실제로 추진되지는 않았다. 막부는 이국정벌을 무리하게 추진하는 대신 고케닌들을 하카타 연안에 대거 동원하여 이시쓰이지(원구방루)를 쌓는 대규모 토목공사를 진행하였다.
이시쓰이지의 축조는 앞서 여몽연합군의 제1차 일본 원정 당시 한나절만에 미즈키(水城)까지 밀려 곤역을 치렀던 경험로부터 발상되었는데, 적의 상륙을 원천봉쇄하는 형태로 선제적으로 방어하겠다는 것이었다. 각 구니마다 이시쓰이지의 축조 담당구역이 정해졌는데, 오스미국(大隅国)의 이시쓰이지 부역문서(石築地賦役文書)에 따르면 무가령(武家領)이나 본소일원지(本所一円地)거나 상관없이 전(田) 1반(反)당 1촌씩 할당되는 형태로 이시쓰이지 축조 역역이 부과되었다고 한다.

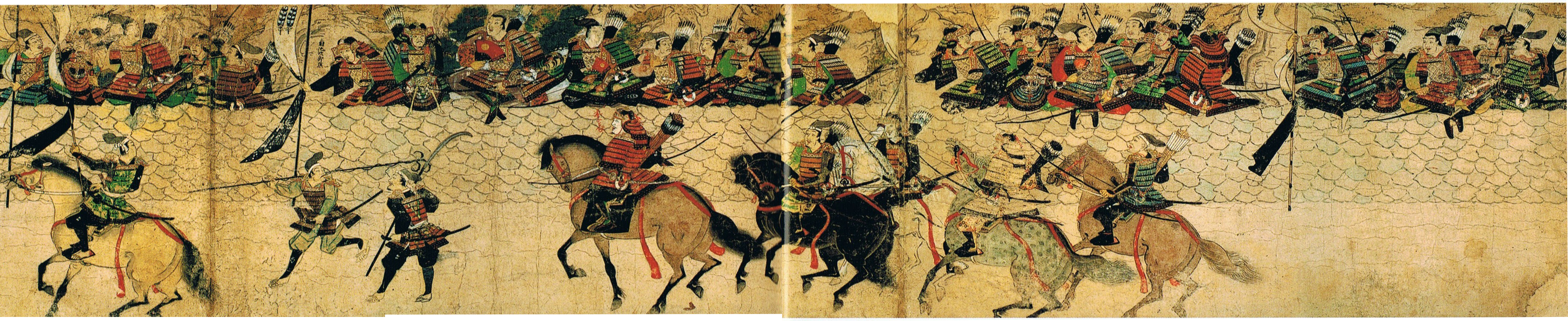
『몽고습래회사』(蒙古襲来絵詞)에 묘사된 건축 당시의 원구방루. 가운데 규슈의 고케닌으로 두 차례에 걸친 방어전에 모두 참여했던 다케자키 스에나가(竹崎季長, 그림 가운데 붉은 갑옷을 입고 말을 탄 무사)의 모습이 그려져 있다.

고안(弘安) 4년(1281년)에 있었던 여원연합군의 제2차 일본 원정 즉 고안의 역(弘安の役)까지는 일부만이 완성되었을 뿐이지만, 하카타 연안까지 접근했던 여원연합군 함대(5월 3일에 고려의 합포를 출발해 온 동로군 4만 명)는 방루에 막혀서 상륙을 포기하고 인근 시가 섬(志賀島)에 선단을 정박시켜야 했고, 해안 공격에 실패하고 서쪽으로 이동하여 강남군(6월 18일 중국 강남의 경원과 정해를 출발해 온 10만 명)과 히라도섬에서 합류해 상륙 계획을 숙의하였으나, 윤7월 1일 다시금 불어온 태풍으로 삽시간에 함대는 수몰, 뭍으로 올라갔다가 일본군에게 잡혀 처형되거나 노예가 된 이들까지 포함해서 10만 명에 달하는 인명피해를 입었다.
고안의 역 이후에도 원에 의한 재침공에 대비하여 이국경호 체제는 지속되었고, 이국경고번역에 동원되는 고케닌 및 무사들을 대상으로 원구방루의 공사나 파손부분 수리 등의 역역이 부과되었다. 공사는 가마쿠라 막부가 멸망하기 1년 전인 겐코(元弘) 2년(1332년)까지도 지속되었다.

## 구조
현존 원구방루의 높이 ・ 폭은 평균적으로 2m이다. 총 길이는 서쪽의 후쿠오카시(福岡市) 니시구(西区) 이마쓰(今津)로부터 동쪽의 후쿠오카 시 히가시구(東区) 가시이(香椎)까지 약 20km에 달한다는 것이 정설로 되어 있다. 내부에는 작은 돌을 채우고 육지 방향으로 경사면을 둔 반면 바다 방향으로는 수직이 되도록 설계하였다. 축조를 담당한 구니에 따라 구조에 조금씩 차이가 있다.

## 한국의 환해장성과의 유사성
한국의 윤용혁이나 김보한 등의 학자들은 대몽항쟁기 고려의 강화도성이나 제주 입보 당시의 환해장성의 구조와 견주어 원구방루의 축조 지형과 목적, 기능 면에서의 전술적인 효용성과 유사성을 설명한다. 한국의 김보한은 고려의 강화도성 외성과 환해장성 그리고 원구방루 모두 바다와 접한 해안가에 축조되어, 적의 해안 상륙을 저지시키기 위해 쌓은 방어용 해안성곽이라는 공통점을 지적하고, 원에서 일본 원정을 추진하던 당시부터 강화도를 빠져나와 진도(및 제주도)를 거점으로 당시 원의 요구로 전함을 건조하던 고려의 바닷가를 공략하였던 사실이나 원종 12년(1271년) 9월에 고려를 거쳐 일본의 하카타에 도착해 다자이후에 머무르며 교토 조정에 원의 첩장을 전달하려 애쓰던 조양필의 활동을 "송인과 고려탐라가 와서 함께 이 일을 방해하였다"는 기록을 들어 삼별초 세력이 일본까지 와서 남송 세력과 함께 조양필의 일본 초유 시도를 방해하고 있었던 정황을 지적하고, 이들을 통하여 삼별초의 대몽항쟁 과정에서 축조했던 환해장성의 구조와 방어 원리가 어느 정도 원구방루 축조에 반영되었을 가능성을 제시하였다.

## 같이 보기
- 이국경고번역
- 환해장성